# (3220) Murayama
Pour les articles homonymes, voir Murayama (homonymie).
(3220) Murayama est un astéroïde de la ceinture principale.

## Description
(3220) Murayama est un astéroïde de la ceinture principale. Il fut découvert le 22 novembre 1951 à Nice par Marguerite Laugier. Il présente une orbite caractérisée par un demi-grand axe de 2,23 UA, une excentricité de 0,17 et une inclinaison de 6,6° par rapport à l'écliptique.

## Compléments